# كامران وفا
كامران وفا (بالإنجليزية: Cumrun Vafa) (ولد في 1 أوت سنة 1960 في مدينة طهران) هو عالم إيراني-أمريكي من جامعة هارفارد. متحصل على ميدالية ديراك سنة 2008 من مركز عبد السلام الدولي للفيزياء النظرية.

## النشأة والتعليم
ولد كامران وفا في طهران عاصمة إيران سنة 1960. بعد تخرجه من الدراسة الثانوية سافر إلى الولايات المتحدة سنة 1977. تحصل على شهادته الجامعية من معهد ماساتشوستس للتكنولوجيا مع تخصص مزدوج في الفيزياء والرياضيات. حصل على الدكتوراه من جامعة برينستون في عام 1985 تحت إشراف إدوارد ويتن. من ثم التحق بجامعة هارفارد كعضو هيئة التدريس أين يشغل حاليا منصب أستاذ.

## الأبحاث
كامران وفا هو عالم مختص في نظرية الأوتار. حيث تتركز أبحاثه على طبيعة الثقالة الكمومية والعلاقته بين الهندسة ونظريات المجال الكمي. عرف في مجال نظرية الأوتار باكتشافه، بالاشتراك مع Strominger، أن إنتروبيا هوكينغ للثقب أسود يمكن احتسابها باستخدام حالات سوليتون من نظرية الأوتار الفائقة، كما شرح العلاقة بين الهندسة ونظريات المجال الكمي في حدسية Gopakumar-Vafa . وفي عام 1997، طور كامران وفا نظرية جديدة تدعى النظرية-ف التي تعتبر من أهم إنجازاته.
وتشمل اهتماماته الأخرى التعمق في فهم المعانى الكامنة وراء ثنائيات الأوتار، فضلا عن محاولة تطبيق نظرية الأوتار الفائقة على بعض مسائل فيزياء الجسيمات الأولية التي لم يتم حلها مثل مثل مسألة التسلسل الهرمي ومسألة الثابت الكوني.

## أوسمة وجوائز
- زمالة جامعة هارفارد، الأعضاء المبتدئين، 1985 - 1988
- جائزة الباحث الشاب الرئاسية NSF، 1989
- جائزة ألفريد سلون، 1989
- جائزة مؤسسة باكارد، 1989
- زمالة الأكاديمية الأمريكية للفنون والعلوم 2005
- جائزة الجمعية الرياضياتية الأمريكية للرياضيات والفيزياء، 2008
- ميدالية ديراك من مركز عبد السلام الدولي للفيزياء النظرية 2008
- عضو الأكاديمية الوطنية (الأمريكية) للعلوم، 2009